# Maja desnuda
La maja desnuda è un dipinto a olio su tela di Francisco Goya, realizzato tra il 1790 e il 1800 e conservato al Museo del Prado di Madrid.

## Storia

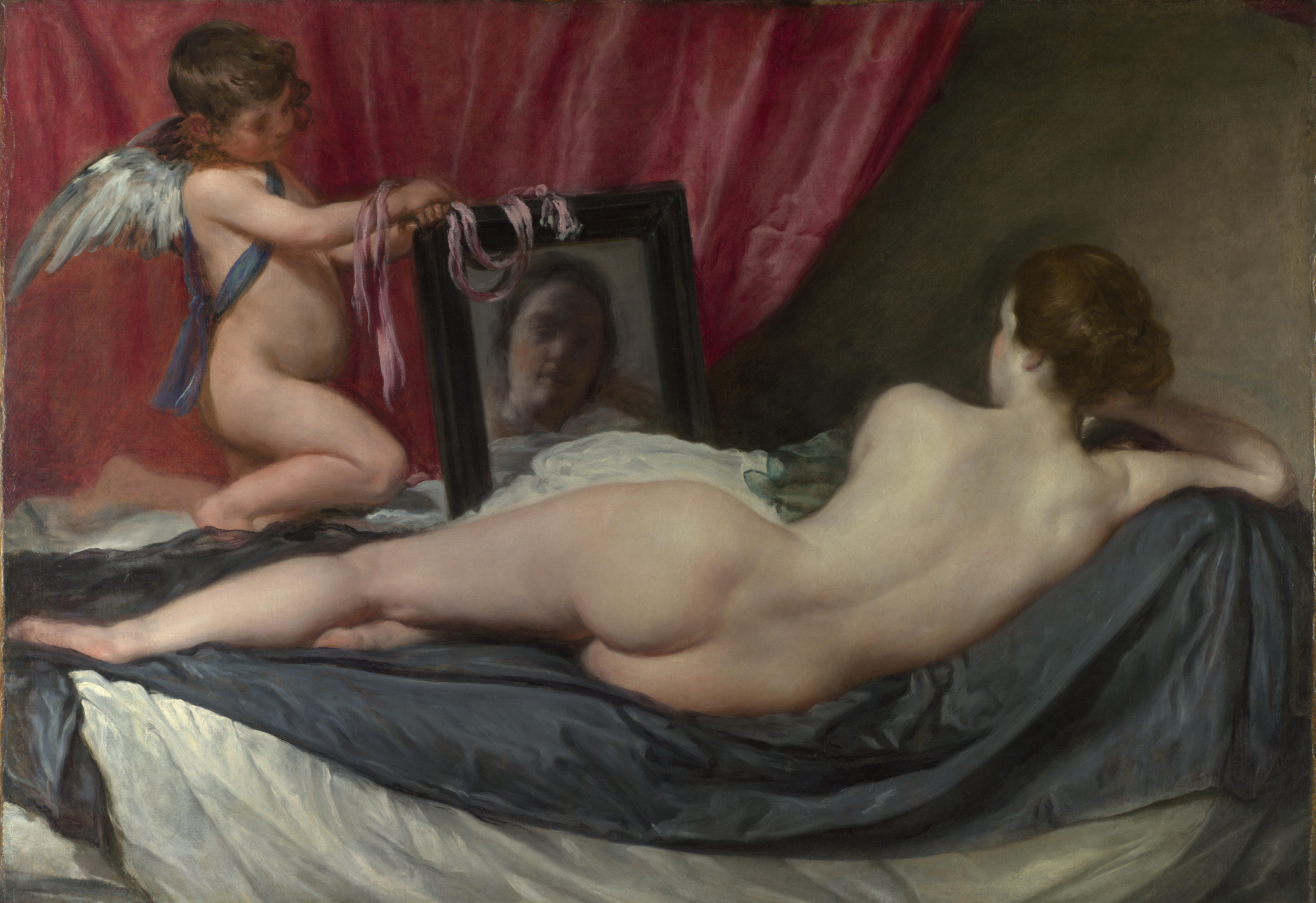
Diego Velázquez, Venere e Cupido (1648 circa); olio su tela, 122,5x175 cm, National Gallery, Londra

### Un nudo spagnolo
La Maja desnuda è stata dipinta prima del 1800, in un periodo compreso fra il 1790 e il 1800, anno della prima segnalazione documentata dell'opera. La prima menzione della Maja desnuda appare infatti nel diario di Pedro González de Sepúlveda, incisore e accademico, che ne riferisce come parte della collezione d'arte di Manuel Godoy nel 1800.
Secondo la descrizione del Sepúlveda, in visita al palazzo di Godoy nel novembre 1800, nel gabinetto privato del «Principe della Pace» era presente una nutrita collezione di nudi femminili: oltre alla Desnuda vi erano appese anche una Venere con paesaggio - scuola italiana del XVI secolo - e una copia di Tiziano di un'altra Venere. Perciò, nel novembre 1800 la Desnuda era stata già dipinta.
Occorre a questo punto precisare che in Spagna le immagini di nudo, anche quelle ipocritamente ammantate dell'aura mitologica tipica della pittura europea del tempo, erano proibite dalla Chiesa e punite dall'Inquisizione: si arrivò al punto che nel XVIII secolo due re spagnoli mandarono al rogo tutti i nudi presenti nelle collezioni reali. Il nudo più importante della storia dell'arte spagnola prima della Desnuda è proprio la già citata Venere allo specchio di Diego Velázquez, oggi nota come Venere Rokeby: non una donna reale, dunque, ma una Venere, con un Cupido accanto, che giace fra le lenzuola volgendo la schiena all'osservatore, così da nascondere seno e pube. La Desnuda è evidentemente un nudo del tutto diverso: solo un uomo potente come Godoy poteva sfidare in modo così aperto le disposizioni del Sant'Uffizio e tenersi in casa un quadro del genere.

### Il soggetto del dipinto
La proprietà del quadro potrebbe svelare il mistero dell'identità della modella: vista l'amicizia, probabilmente intima, che Goya nutriva per la duchessa d'Alba, di cui ha lasciato vari ritratti, e di una qualche somiglianza con la Maja Desnuda, si pensò a lei come misteriosa modella del dipinto. Nel 1843 Louis Viardot sostenne in Les musées de Espagne che la modella fosse appunto la duchessa. Oggi molti studiosi ritengono tuttavia che la modella della Maja desnuda fosse l'amante di Godoy, Pepita Tudó. In ogni caso, date certe somiglianze fisiche tra le due donne, è probabile che Goya abbia ritratto Pepita evocando in qualche modo la Cayetana, immortalando dunque quest'ultima. Alcuni critici ritengono persino che la testa della Desnuda, la quale non sarebbe - secondo costoro - in armonia con il corpo, fosse stata dipinta per coprire il volto di Pepita. A questo punto non sarebbe stato conveniente per Godoy tenersi in casa il ritratto dell'amante nuda: da qui l'ordine a Goya di cambiare il volto della Desnuda e di realizzare una versione casta dello stesso dipinto. Recentemente i raggi X hanno però definitivamente smentito quest'ipotesi. Resta il fatto che la disarmonia potrebbe derivare dal fatto che diverse modelle fossero usate per il corpo e per il volto.
Manuel Godoy collocò la Maja desnuda con la Maja vestida nel gabinetto privato dove già erano presenti numerosi altri nudi: quando arrivò la Vestida, Godoy aveva probabilmente già ereditato anche la Venere allo specchio di Velázquez dalla duchessa de Alba. Questo può aver prodotto l'erronea convinzione presso gli studiosi che la Venere di spalle di Velázquez fosse in qualche modo complementare a una delle Veneri (probabilmente di Tiziano) viste di fronte, e che quindi anche le duplici Maja fossero state concepite in modalità complementare. Joaquín Ezquerra del Bayo, nel suo libro La Duquesa de Alba y Goya afferma, basandosi sulla somiglianza della postura e sulle dimensioni delle Maja, che si sarebbe potuto, mediante un ingegnoso meccanismo, far sostituire la Vestida con la Desnuda in un gioco erotico svolto nell'alcova più segreta di Godoy. Si sa che il Duca di Osuna, nel XIX secolo, utilizzò questo procedimento con un quadro che lasciava la vista ad un nudo.

Francobollo commemorativo della Maja desnuda emesso nel 1930

### Il sequestro
Nel 1807 Godoy cadde in disgrazia presso il nuovo re Ferdinando VII che si appropriò della sua collezione di dipinti. Nel 1808 venne compilato un inventario della raccolta dal pittore Quilliet, agente di Giuseppe Bonaparte, che si espresse sui quadri con un giudizio simile a quello di Sepúlveda di alcuni anni prima.
Il 16 marzo 1815 la Camera Segreta dell'Inquisizione ordinò: «... che si chiami a comparire davanti a questo tribunale il detto Goya perché le riconosca e dica se sono opera sua, con che motivo le fece, per incarico di chi e che fine si proponesse». Non siamo a conoscenza delle risposte che Goya dovette dare dinanzi al Tribunale dell'Inquisizione: sappiamo tuttavia che il pittore evitò una condanna grazie all'intercessione del cardinale Luigi Maria di Borbone-Spagna. La Desnuda, purtroppo, fu comunque sequestrata perché «oscena» e praticamente cancellata alla vista di chiunque fino all'inizio del XX secolo.
Il quadro trovò collocazione presso la Real Academia de San Fernando, in una stanza riservata, ad accesso controllato, insieme ad altri nudi; pur uscendo allo scoperto la Desnuda continuò tuttavia a suscitare scandalo, a tal punto che - quando negli anni trenta le Poste spagnole le dedicarono un omaggio filatelico - i direttori delle poste americane rifiutavano di accettare la corrispondenza così affrancata perché offensivo della decenza. Dal 1910 l'opera è esposta presso il Museo del Prado di Madrid.

## Descrizione

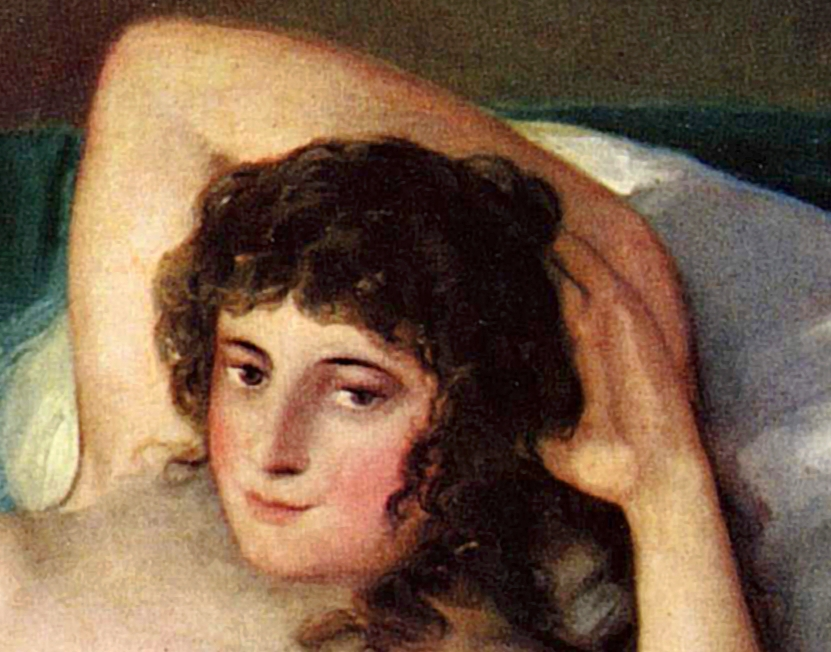
Lo sguardo seducente della Maja desnuda

Malgrado sia difficile schematizzare il genio di Goya entro i ristretti orizzonti di una determinata corrente artistica, è possibile collocare il quadro nell'ambito del Romanticismo. Ciononostante quest'opera, come altre dello stesso autore, risulta audace e singolare per l'epoca, come parimenti audace è lo sguardo malizioso e ammiccante della modella, che trasmette all'osservatore un certo turbamento a causa della sua disinibizione, e il suo atteggiamento conturbante. Ella, sembra sorridere soddisfatta e contenta delle sue grazie: è la prima opera d'arte a noi pervenuta nel quale vengono dipinti i peli pubici, che risaltano nel complessivo erotismo della composizione. Vi è inoltre un altro dettaglio raro e sottilmente erotico, nella presenza evidente della linea nigra che collega la vulva all'ombelico.
Oltre agli altri nudi che si trovavano nel gabinetto segreto di Godoy, gli studiosi hanno individuato altre possibili fonti iconografiche, in particolar modo Tiziano e le sue opere presenti nelle collezioni reali: il Baccanale degli Andrii, la Danae, Venere e Adone. Tiziano doveva avere comunque un ruolo importante se, come nota Pérez Sánchez, nello stesso periodo anche Füssli prende a riferimento per un suo nudo il maestro veneziano.
Nella cultura occidentale, fino a Goya, la rappresentazione del corpo nudo femminile ha sempre dovuto ricorrere a vari sotterfugi (quale il ricorso ad allegorie mitologiche); in questo dipinto, al contrario, la donna è reale, carne e sangue. È cioè il ritratto sconcertante e preciso di una donna nuda sdraiata fra lenzuola stropicciate che espone la propria sessualità per attrarre lo spettatore: si comprende come dovette essere celata sotto l'immagine ben più rassicurante e generica della Vestida. Il volto è affilato, sottile, gli occhi senza trucco ma vivi e mobili, i capelli sono neri, morbidi e arricciati. Il corpo, di orgogliosa naturalezza, dalle minute proporzioni, è particolarmente luminoso.
La luce emanata del corpo della donna e l'espressività dei suoi occhi creano un forte contrasto con il resto dell'ambiente. Brani di particolare virtuosismo pittorico sono anche l'incarnato ambrato della modella e il damasco dell'alcova, attraversato da un sottile reticolo: la sua coloritura deriva da un minuzioso gioco di verdi che contrasta col bianco rosato dell'incarnato, ed è in questo modo che la Maja sembra brillare di luce propria, sospesa nello spazio oscuro che la circonda.